# 5186 Donalu
5186 Donalu (1990 SB4) là một tiểu hành tinh vành đai chính được phát hiện ngày 22 tháng 9 năm 1990 bởi Roman, B. ở Palomar.